# Dominotheorie

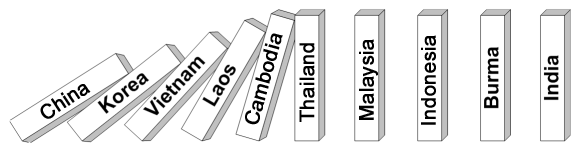
Illustratie van de dominotheorie

De dominotheorie is de theorie gelanceerd door de Amerikaanse president Eisenhower op 7 april 1954. Deze theorie was het idee achter de wereldwijde containmentpolitiek die president Harry S. Truman in 1947 tijdens de Koude Oorlog voerde, maar nu had het een naam.
Hij beweerde dat de val van Indochina, voor het communisme, als een rij dominostenen de val van Zuidoost-Azië zou meebrengen. Hij vond het zaak om in Vietnam alles op alles te zetten om een nederlaag te vermijden.

## Motieven
President Eisenhower was dus van mening dat indien Indochina in communistische handen zou vallen, Birma, Thailand, Maleisië en Indonesië zouden volgen. Het betekende volgens hem ook dat de Amerikaanse verdedigingslinie voor de Aziatische kust gevaar liep: Japan, Taiwan, de Filipijnen, Australië en Nieuw-Zeeland zouden dan worden bedreigd. Japan zou zijn handelspartners kwijt raken en om te overleven had het maar één keus: het zou zich op de communistische wereld hebben moeten richten.